# Catucaba anaterrae
Catucaba anaterrae is een insect dat behoort tot de orde vliesvleugeligen (Hymenoptera) en de familie van de gewone sluipwespen (Ichneumonidae). De wetenschappelijke naam van de soort werd voor het eerst geldig gepubliceerd door Graf, Kumagai & Dutra in 1991.